# Jørgen Wagner Hansen
Jørgen Wagner Hansen (né le 15 septembre 1925 à Frederiksberg, quartier de Copenhague au Danemark, et mort le 17 juillet 1969 à Holbæk) est un joueur de football international danois, qui évoluait au poste d'attaquant.

## Biographie

### Carrière en sélection
Avec l'équipe du Danemark, il joue 18 matchs (pour 5 buts inscrits) entre 1947 et 1952. Il inscrit un doublé lors de sa première sélection contre la Norvège.
Il figure notamment dans le groupe des sélectionnés lors des Jeux olympiques de 1948 et de 1952. Il dispute trois matchs lors du tournoi olympique de 1952.

## Palmarès
Danemark
- Jeux olympiques :
  -  Bronze : 1948.